# 불설대보부모은중경(언해) 목판
불설대보부모은중경(언해) 목판(佛說大報父母恩重經(諺解) 木板)은 대한민국 충청남도 아산시에 있는 조선시대의 목판이다. 2017년 12월 26일 대한민국의 보물 제1960호로 지정되었다.

## 개요
불설대보부모은중경(언해) 목판은 1545년에 오응성(吳應星)이 언해한 판본을 모본(母本)으로 판각한 것이다.『불설대보부모은중경』은 한없는 부모의 은혜에 대한 보은과 멸죄를 설명한 불경으로『부모은중경』, 『은중경』이라고도 한다. 세심사에서 소장하고 있는 『불설대보부모은중경』목판은 언해본으로 총13판이 전하고 있다. 1563년(명종 18) 동림산(桐林山) 신심사(神心寺)에서 개판된 것으로 오응성의 발문은 없으나, 현존하는 언해본 『불설대보부모은중경』중 제작시기가 가장 오래된 것으로, 임진왜란 이전에 간행된 언해본 경전의 판각 현황을 알려주는 귀중한 자료이다.

## 참고 자료
- 불설대보부모은중경(언해) 목판 - 국가유산청 국가유산포털
- 이 문서에는 문화재청에서 공공누리 제1유형으로 배포된 자료를 바탕으로 한 내용이 포함되어 있습니다.